# Asesinato de Carly Ryan
Carly Ryan (Stirling, Australia Meridional; 31 de enero de 1992 - Port Elliot, Australia Meridional; 20 de febrero de 2007) fue una adolescente australiana que fue engañada y asesinada por un pederasta en serie de 50 años de Melbourne, Garry Francis Newman. Utilizando una identidad falsa, Newman se había hecho pasar en Internet por un chico ficticio de 18 años y había seducido a Ryan durante más de 18 meses antes de conocerla y matarla.
El caso, que puso de relieve los fenómenos emergentes de catfishing, la captación de menores y el comportamiento depredador en línea, fue único en su momento, dado que Ryan fue la primera persona en Australia asesinada por un depredador en línea. Tras la detención y el juicio de Newman, la opinión pública acabó por introducir cambios legales en todo el país, apodados «Ley de Carly», para ayudar a proteger a los menores en línea.

## Antecedentes
Carly Ryan vivía en Stirling (Australia Meridional) con su madre, Sonya Ryan. Aproximadamente 18 meses antes de su muerte, mientras utilizaba MySpace (así como el foro de Vampirefreaks.com), se hizo amiga de «Brandon Kane», un usuario que decía ser un adolescente nacido en Texas (Estados Unidos) que vivía en Melbourne, era músico y tenía gustos musicales similares a los de Ryan. Su contacto acabó convirtiéndose en un romance online y telefónico.
En enero de 2007, Garry Francis Newman, un hombre de 50 años que había estado utilizando el personaje ficticio de Kane, viajó desde Melbourne haciéndose pasar por «Shane», el padre de Kane, con el fin de entregar a Ryan regalos de Kane (lencería y un traje de enfermera). Tras conocer a la madre de ella, se le permitió asistir a la fiesta del 15 cumpleaños de Ryan y pasar la noche allí. Después de ir de compras juntos, el comportamiento cada vez más errático y posesivo de Newman en la fiesta, junto con insinuaciones físicas inapropiadas (como tumbarse en la cama de Ryan mientras ella dormía), llevó a Sonya Ryan a pedirle que se fuera a la mañana siguiente y, posteriormente, empezó a vigilar más de cerca el uso que su hija hacía de Internet.
Más tarde, el 19 de febrero, Ryan abandonó la casa para una aparente fiesta de pijamas con amigas, pero tras no regresar al día siguiente, se avisó a la policía. Esa misma mañana, en la bahía de Horseshoe, en Port Elliot, se encontró el cuerpo de Ryan, maltrecho y desaliñado, flotando boca abajo en aguas poco profundas, y fracasaron los intentos de reanimarla.

## Investigación
La autopsia reveló 19 lesiones distintas, de las que entre seis y ocho eran golpes en la cabeza, y la causa de la muerte fue una combinación de traumatismo facial, asfixia y ahogamiento. También reveló la presencia de cannabinoides en el torrente sanguíneo de Ryan y de arena de playa en su esófago. Los investigadores examinaron las grabaciones de seguridad, que mostraban a Ryan en Port Elliot y sus alrededores el 19 de febrero, en compañía de dos hombres, y fue vista con vida por última vez por testigos en la playa a las 21:30 horas.
Un vehículo azul pálido utilizado por los hombres condujo a la policía a la península de Mornington, donde una redada (11 días después del asesinato) condujo a la detención de Newman, así como la de su hijo menor. En el momento de su detención, un registro de su ordenador reveló que Newman seguía utilizando la identidad de Kane. Otras investigaciones revelaron que Newman llevaba un cuaderno en el que detallaba unas 200 identidades en línea y otros intentos de captación de menores tanto en Australia como en el extranjero.
Durante el juicio, que se celebró entre octubre de 2009 y abril de 2010, Newman, que en un principio no fue identificado por los medios de comunicación, actuó de forma errática y negó inicialmente haber conocido a la adolescente. El 21 de enero de 2010, Newman fue condenado a cadena perpetua con un periodo de 29 años sin libertad condicional. El hijo adoptivo de Newman, que era menor en ese momento y testigo del asesinato, fue absuelto de todos los cargos y su identidad permaneció oculta.

## Reacciones
Tras el juicio, Sonya Ryan ayudó a crear en 2010 The Carly Ryan Foundation (CRF), una organización benéfica sin ánimo de lucro creada para promover la seguridad en Internet. En 2013, la fundación comenzó a presionar para lograr un cambio legal que mejorara la protección de los menores en línea, sobre todo teniendo en cuenta que el 25 % de los adolescentes australianos son contactados en línea por personas que no conocen. La fundación también promovió la concienciación sobre la seguridad en Australia y Nueva Zelanda (como el uso de contratos en línea) y también en Estados Unidos, y creó una aplicación para teléfonos inteligentes llamada Thread como aplicación de seguridad personal para niños. Sonya Ryan también recibió un premio South Australian of the Year en 2013 por sus servicios a la comunidad, así como varios premios más en 2017 y 2018 y un OAM en 2021.

## Cambios jurídicos

### Nacional
Tras varias propuestas infructuosas del equipo del senador Nick Xenophon, el 25 de mayo de 2017 se presentó ante el Parlamento de Australia un proyecto de ley titulado «Criminal Code Amendment (Protecting Minors Online) Bill 2017». El proyecto de ley abarcaba los medios electrónicos de comunicación (es decir, el «servicio de transporte»), definidos en la ley como «un servicio de transporte de comunicaciones por medio de energía electromagnética guiada y/o no guiada», como teléfonos, faxes, vídeo, ordenadores, Internet o radio.
El objetivo del proyecto de ley era introducir un delito para criminalizar los actos realizados utilizando un servicio de transporte para preparar o planear causar daño a una persona menor de 16 años, procurársela o mantener relaciones sexuales con ella. Esto incluye expresamente a una persona que falsee su edad en línea como parte de un plan para causar daño a cualquier sujeto menor de 16 años.
Proponía cambios en tres leyes federales australianas: Ley del Código Penal de 1995; Ley de Delitos de 1914; y Ley de Telecomunicaciones (Interceptación y Acceso) de 1979. El proyecto modificado se aprobó a nivel federal y se promulgó como ley el 23 de junio de 2017.

### Australia Meridional
Una versión similar, pero más estricta, de la ley no fue aprobada inicialmente por el Consejo Legislativo de Australia Meridional en 2013. Más tarde, tras una petición, la fiscal general Vickie Chapman presentó un proyecto de ley enmendado, que fue aprobado por el Parlamento de Australia Meridional el 5 de julio de 2018, por el que se tipificaba como delito que un adulto (mayor de 18 años) mintiera a un niño sobre su edad o sobre quién es y luego intentara reunirse con él. Estas enmiendas entraron en vigor el 13 de agosto de 2018.